# Stopplaats Stompekamp
Stopplaats Stompekamp (afk. Stk), is een voormalige halte aan de spoorlijn Nijkerk-Barneveld-Ede. De stopplaats werd geopend op 1 mei 1902 en op een onbekende datum gesloten. Het station lag ongeveer 1,4 km van de stopplaats Doesburgerbuurt verwijderd.
0: Nijkerk · 
Driedorp · 
Appel · 
Dusschoten · 
10: Voorthuizen · 
Kruispunt · 
13: Barneveld Noord · 
15: Barneveld Centrum · 
17: Barneveld Zuid · 
Meulunteren · 
22: Lunteren · 
Doesburgerbuurt · 
Stompekamp · 
Ede gemeentehuis · 
28: Ede Centrum · 
30: Ede-Wageningen